# Have You Seen Your Mother, Baby, Standing in the Shadow?
Have You Seen Your Mother, Baby, Standing in the Shadow? är en låt av den brittiska rockgruppen The Rolling Stones, skriven av bandets sångare Mick Jagger och bandets gitarrist Keith Richards. Låten släpptes som singel med "Who's Driving Your Plane" som B-sida i Storbritannien den 23 september 1966 och i USA den 24 september 1966.
Låten är berömd för sitt hornarrangemang av Mike Leander och är en av världens tidigaste låtar att använda feedback från gitarrer. Låten går för det mesta i ett snabbt tempo, med en närmast "stökig" ljudbild men den innehåller även korta sektioner som går i balladstil. Texten innehåller ett flertal kryptiska strofer, med den återkommande frågan om man sett en närstående person, i detta fall sin mor och sin bror, "stående i skuggan", "standing in the shadow". Det kan tolkas som att texten handlar om att upptäcka en närstående persons mer mörka sida.
På LP kom den först ut på den brittiska versionen av samlingsalbumet Big Hits (High Tide and Green Grass) 1966. En liveversion finns på albumet Got Live If You Want It!. 1967 togs studioversionen även med på albumet Flowers som släpptes särskilt för USA-marknaden och som export-LP i vissa europeiska länder. Den finns även med på Rolled Gold: The Very Best of the Rolling Stones (1975). På albumet Forty Licks från 2002 har bandet förkortat titeln till "Have You Seen Your Mother Baby".

## Listplaceringar
| Lista (1966)   | Position              |
| -------------- | --------------------- |
| Australien     | 15 (Go Set)           |
| Danmark        | 4 (DR "Top 20")       |
| Finland        | 30                    |
| Flandern       | 17                    |
| Irland         | 5                     |
| Kanada         | 12 (RPM)              |
| Nederländerna  | 2                     |
| Norge          | 6 (VG-lista)          |
| Nya Zeeland    | 8 (NZ Listner)        |
| Storbritannien | 5                     |
| Sverige        | 9 (Kvällstoppen)      |
| Sverige        | 9 (Tio i topp)        |
| USA            | 9 (Billboard Hot 100) |
| Vallonien      | 10                    |
| Västtyskland   | 9                     |